# Matt Perry
Matthew Brendan “Matt” Perry (Bath, 27 gennaio 1977) è un ex rugbista a 15 britannico, nazionale inglese, per 12 stagioni estremo del Bath.

## Biografia
Prima ancora del rugby, Perry fu dedito al cricket, gioco in cui mostrò un certo talento durante la frequenza alla Millfield School (Somerset); successivamente, passato al rugby in via definitiva, entrò nel club della sua città natale, il Bath.
Esordì in Premiership nel 1995 come estremo e si mise subito in luce, tanto che il C.T. dell'Inghilterra Clive Woodward, già allenatore dei tre quarti del Bath, chiamò Perry in Nazionale nei test autunnali del 1997 e lo fece esordire contro l'Australia.
Fece anche parte del tour infernale del 1998; nella più pesante sconfitta della storia internazionale inglese, lo 0-76 incassato dagli Wallabies a Brisbane, Perry giocò fuori posizione, da tre quarti centro. Nel 1999 fece parte della selezione inglese alla Coppa del Mondo in Galles e nel 2000, con 35 presenze, divenne l'estremo più convocato in Nazionale; tuttavia un infortunio e la seguente perdita di forma gli fecero perdere il posto a favore di Josh Lewsey e Jason Robinson, e pertanto la sua ultima partita (la 36ª) in Nazionale rimase quella dei test autunnali del 2000 contro il Sudafrica.
Nel 2001 fu convocato dai British Lions con i quali disputò 3 test match ufficiali nel tour australiano, tutti contro gli Wallabies.
Il 27 marzo 2007 concluse la sua carriera in maniera netta: a causa di un problema discale che gli procurava spasmi alla gamba sinistra, decise l'immediato ritiro dall'attività agonistica: «Posso garantire un'efficienza del 75% e in questo sport devi essere al 100% o non hai speranze», fu la sua dichiarazione di fine carriera.
Attualmente lavora per una compagnia di counseling, la Wilsher Group, dei dintorni di Bath.

## Palmarès
- Premiership: 1
Bath: 1995-96
- Coppe Anglo-Gallesi: 1
Bath: 1995-96
- Heineken Cup: 1
Bath: 1997-98